# Pasto
Pasto, formelt San Juan de Pasto, er en by i den sydvestlige del af Colombia, med et indbyggertal (pr. 2005) på cirka 383.000. Byen blev grundlagt i 1536, og ligger ved foden af den over 4.000 meter høje vulkan Galeras.
1°10′N 77°16′V / 1.167°N 77.267°V